# Лимоне сул Гарда
Лимо̀не сул Га̀рда (на италиански: Limone sul Garda, на източноломбардски: Limù, Лиму, до 1905 г. Limone San Giovanni, Лимоне Сан Джовани) е село и община в Северна Италия, провинция Бреша, регион Ломбардия. Разположено е на 69 m надморска височина, на западния бряг на езеро Гарда. Населението на общината е 1169 души (към 2013 г.).